# Kamimuria atricornis
Kamimuria atricornis är en bäcksländeart som beskrevs av František Klapálek 1912. Kamimuria atricornis ingår i släktet Kamimuria och familjen jättebäcksländor. Inga underarter finns listade i Catalogue of Life.